# Future Bible Heroes
Les Future Bible Heroes sont l'un des groupes musicaux créés par l'auteur-compositeur-interprète américain Stephin Merritt. Les parties chantées sont réalisées par Stephin Merritt et Claudia Gonson, qui chante seule l'ensemble de l'album Eternal Youth (2002). Le son des Future Bible Heroes se distingue de la plupart des autres projets musicaux de Merritt dans la mesure où le groupe joue essentiellement de la disco à base d'instruments électroniques, dont la musique est réalisée par Chris Ewen (ancien membre de Figures on a Beach).

## Singles
- Lonely Days (1997)
- I'm Lonely (And I Love It) (2000)
- The Lonely Robot (2003)